# Влад VI Драгомир
Влад VI Драгомир (на румънски: Vlad al VI-lea Dragomir) е княз на Влашко от октомври до ноември 1521 г.

## Живот
Влад, наричан в румънските източници Калугарул (Călugărul), в превод „Монахът“, а в трансилванските – Драгомир, се предполага, че е син на княз Влад V Тинар.
След смъртта на Нягое I Басараб, Влад се противопоставя на неговия син Теодосий, както и на болярите, които имат вина за смъртта на баща му Влад Тинар. Той разбива войската на Теодосий и се обявява за княз през октомври 1521 г. След това изпраща пратеници при султана в Константинопол, за да бъде призната титлата му, но в отговор Сюлейман I заповядва пратениците му да бъдат обезобразени и нарежда на никополския паша Мехмед бей Михалоглу да възстанови на влашкия трон Теодосий. Войските на Мехмед паша разбиват Влад и още веднага през ноември 1521 г. той е екзекутиран.